# Wabana
Wabana è una città del Canada e rappresenta la più grande ed unica comunità presente sull'Isola Bell nella provincia di Terranova e Labrador.

## Geografia fisica
La città è situata nella zona nord-orientale dell'isola ed è stata incorporata nel 1950. Il suolo dell'Isola Bell contiene ematite rossa e minerali ferrosi, e questi rappresentano la risorsa principale per lo sviluppo della città di Wabana.